# 廣平大君
李璵（韓語：이여，1425年—1444年），字煥之，號明誠堂，朝鮮王朝世宗李祹與昭憲王后沈氏的第五子，封廣平大君（韓語：광평대군）。

## 生平
世宗七年五月二日誕生，十四年〔1432年〕正月封大君，十八年〔1436年〕正月娶申自守之女。出繼叔公撫安大君李芳蕃（太祖之子）為嗣。
二十六年十二月因罹患瘡疹而病逝，諡章懿。他與他的後代在首爾江南區埋葬的墓地區域（全州李氏廣平大君派墓域），在1981年被指定為首爾的有形文化財第48號。

## 家庭
- 妻：永嘉府夫人 平山申氏（1426年-1498年）[5]
  - 子：永順君 李溥（1444年-1470年）[6]
  - 媳：金堤郡夫人 全州崔氏，崔道一之女。
    - 孫：南川君 李崝
    - 孫：淸安君 李嶸
    - 孫：會原君 李崢

“乙巳五贼”之一的李址镕（韓語：이지용）是他的17世孙。

## 附註
1. ↑  .   [2013-08-28]. （原始内容存档于2021-07-28）.
2. ↑  .   [2013-08-28]. （原始内容存档于2019-08-22）.
3. ↑  .   [2013-08-28]. （原始内容存档于2021-07-28）.
4. ↑  . 국가문화유산포털 (國家文化遺產入口網).   [2020-10-22]. （原始内容存档于2020-10-25）.
5. ↑  《有明朝鮮國宗室廣平大君贈諡章懿公神道碑銘并序》夫人申氏。平山望族。會祖諱璲。贈通政大夫戶曺叅議。祖諱孝昌。資憲大夫都摠制。諡齊靖。考諱自守。僉知中樞府事。後以大君之舅。追贈左議政。夫人生於宣德元年二月丁卯。淑德升聞。世宗擇配大君。封永嘉府夫人。事兩宮奉娣姒。盡其禮。待君子治內職。得其道。早失所天。哀毀過禮。時王氏夫人尙在堂。奉養備至。一誠不懈。弘治十一年八月二十一日。以疾卒。享年七十有三。十月庚午。附葬于大君之兆。
6. ↑  .   [2013-08-28]. （原始内容存档于2019-08-23）.